# آخرین گلوله
آخرین گلوله (به انگلیسی: Run of the Arrow) یک فیلم سینمایی تکنی‌کالر آمریکایی در ژانر وسترن محصول سال ۱۹۵۷ میلادی به کارگردانی ساموئل فولر و با بازی راد استایگر ، سارا مونتیل ، برایان کیت ، رالف میکر ، جی سی فلیپن و چارلز برانسون است.

## خلاصه داستان
نهم آوریل سال ۱۸۶۵ آخرین روز جنگ‌های داخلی آمریکا. "اومیرا" (استایگر) یکی از سربازان ارتش جنوب که از شمالی‌ها متنفر است، آخرین گلوله جنگ را شلیک می‌کند که ستوان ارتش شمالی‌ها، "دریسکول" (میکر) را زخمی می‌کند و پس از بهبود، "دریسکول" گلوله را با یادداشتی برای "اومیرا" پس می‌فرستد. اما "اومیرا" پایان جنگ و مرگ جنوب را باور ندارد. به غرب فرار می‌کند و پس از گذراندن آزمایش "برد تیر" به قبیله "سو" می‌پیوندد و دل به دختری سرخ‌پوست به‌نام "یلو" (مونتیل) می‌بندد. سواره‌نظام، دژی در شکارگاه قبیله بنا می‌کند و یکی از افراد قبیله که به سفیدپوست‌ها بدبین است،"سروان کلارک" (کیت) را می‌کشد. در نبردی خونین، سرخ‌پوست‌ها دژ را ویران می‌کنند و "ستوان دریسکول" را اسیر می‌گیرند تا زنده زنده پوست بکنند. "اومیرا" که طاقت چنین عمل وحشیانه‌ای را ندارد، "دریسکول" را با همان گلوله قبلی راحت می‌کند و این بار تیرش خطا نمی‌رود. حالا دیگر جنگ برای او هم تمام شده است. 